# Битка на Лијевчу пољу
Битка на Лијевчу пољу је сукоб који се одиграо од 4. априла до 6. априла 1945. између здружених усташко-домобранских снага с једне стране и четника с друге стране, недалеко од Бање Луке у Лијевчу пољу. Снагама НДХ је заповедао генерал Владимир Метикош, а четничким потпуковник Павле Ђуришић. Битка је завршена хрватском победом.
После одласка од Михаиловића Ђуришић је покушавајући да се домогне Словеније склопио споразум са црногорским сепаратистом Секулом Дрљевићем којим би Ђуришићеви четници постали Дрљевићева Црногорска народна војска, а заузврат би им Дрљевић и усташе гарантовали безбедно повлачење кроз НДХ. Међутим, Ђуришић је прекршио споразум са Дрљевићем, па је између четника и усташа дошло до битке у којој су четници поражени.

## Увод
У јесен 1944. јединице НОВЈ су уз помоћ совјетске Црвене армије ослободиле велики део Србије. Разбијен од партизана на Јеловој гори, четнички вођа Драгољуб Михаиловић је донео одлуку да преостале србијанске четничке снаге повуче у Босну. Љотићев Српски добровољачки корпус Немци су пребацили возом кроз НДХ.
Друга четничка војска под водством попа Момчила Ђујића и војводе Доброслава Јевђевића се повукла кроз Далмацију у Словенију.
Трећа и највећа четничка војска била је под заповедништвом мајора Павла Ђуришића и војводе Петра Баћовића. Са њима је ишло око 7.000 до 8.000 четника и око 2.000 цивила и у то време се налазила у Црној Гори у близини границе с НДХ. Међу њима је било четника из Санџака, Босне, Херцеговине, Црне Горе и дела Србије. Димитрије Љотић је имао план да се у Словенији окупе све српске и словеначке антикомунистичке снаге и у јесен 1944. у Црну Гору је послао Ратка Парежанина да убеди Ђуришића да му се придружи у Словенији. Ђуришић је одбио и пошао у сусрет Михаиловићу у Босну, а Парежанин је отишао у Словенију.
И Љотић и Михаиловић су вјеровали да ће неизбјежан рат западних савезника са Совјетским Савезом и надали су се да ће уз помоћ англоамеричких снага које би дошле из сјеверне Италије могли наставити рат против партизана. Љотићев предлог се свидио већини четничких команданата, осим Михаиловићу. Михаиловићеве нереалне наде у известан сукоб западних савезника са Совјетским Савезом из САД подгревали Роберт Макдауел и Константин Фотић, који су га савјетовали да мора да се задржи дио територије Југославије да би добио помоћ. Са друге стране, да би спријечила Михаиловића да се одлучи на бијег из Југославије, ОЗНА је Михаиловићу преко лажног мајора Ћосића слала вијести у којима је наводила да у Србији влада јако антикомунистичко расположење.
Наде у савез са западним савезницима и заједничку борбу против партизана и Совјетског Савеза дијелили су усташе и Секула Дрљевић. Дрљевић још од интернације након Тринаестојулског устанка није имао везе са својим малобројним присталицама у Црној Гори. Највећи дио рата је провео у НДХ. У јулу 1944. са својим малобројним сарадницима је организовао Црногорско народно вијеће као привремену владу.
У међувремену оружане снаге НДХ су реорганизоване у новембру 1944. спајањем јединица Усташке војнице и Домобранства у Хрватске оружане снаге (ХОС), које су бројале 18 дивизија, од тога 13 пешадијских, две брдске, две јуришне и једне резервне, свака са својим властитим артиљеријским и другим помоћним јединицама. Такође је постојало неколико оклопних јединица. Од почетка 1945. дивизије ХОС су биле придружене разним немачким корпусима и у марту 1945. су држали јужно крило Сремског фронта.
Партизанске снаге су такође реорганизоване 1. марта у Југословенску армију.

### Повлачење из Црне Горе
Повлачење четника и избјеглица почело је у Подгорици 6. децембра 1944.

### Ђуришићев разлаз са Михаиловићем
Упоредо са немачким повлачењем из Црне Горе текло је и повлачење црногорских четника. Генерал Драгољуб Михаиловић им је поручио да крену према Босни где ће се спојити са четницима из Србије. Концентрација је одређена на простору између река Босне, Врбаса и Саве. Ђуришићеви четници су 5. децембра 1944. кренули северно уз Дрину и у фебруара 1945. стигли међу Михаиловићеве четнике на Требави.
На овом састанку дошло је до оштрих речи између Михаиловића и Ђуришића. Од доласка међу Михаиловићеве четнике, Ђуришић је био врло критички расположен према Михаиловићу и оптужио га је да је својим заповедањем најодговорнији за слом четника. Ђуришић је био главни заговорник одласка из Босне и да проласка кроз Хрватску до Словеније. Ђуришић је уживао велико поштовање међу другим четничким командантима због чврсте контроле над црногорским четницима и своје војничке прошлости. У томе га је подржао Херцеговачки одред под командом војводе Петра Баћовића и попа Радојице Перишића, као и неки одреди из Србије.
У Михаиловићев штаб је 15. марта стигла делегација коју у саставили Љотић и Херман Нојбахер у којој су били Милан Аћимовић, Љотићев секретар Бошко Костић, четнички командант Иван Павловић у четнички штаб близу планине Вучијак. Костић је Михаиловићу донио поруке од Љотића и од четничких група које су већ биле у Словенији, те је учинио све како би увјерио Михаиловића да са својим трупама крене у Словенију, у намјери да се тамо концентришу све српске и словенске антикомунистичке снаге. Ипак, Михаиловић је именовао генерала Миодрага Дамјановића за команданта Истакнутог штаба Врховне команде и послао га у Словенију са пуковником Љубомиром Јовановићем и потпуковником Синишом Оцокољићем. Група је крајем марта стигла у Илирску Бистрицу и Дамјановић је 27. марта од генерала Косте Мушицког преузео команду над четницима и љотићевцима у Словенији.

### Споразум Ђуришића и Дрљевића
Пошто је Ђуришић напустио Михаиловића, уговорио је састанак својих представника са Дрљевићевим представницима у Добоју 16. марта. Дрљевићеви представници су тражили од Ђуришића да призна Црногорско народно вијеће и Дрљевића за политичку вођу Црногораца, и да пређе са својом војском на лијеву обалу Саве. Ђуришић је одлучио да прихвати све
Дрљевићеве захтјеве и да са њим потпише споразум којим би се фиктивно ставио под његову команду. Једини услов који је он поставио
Дрљевићу је да се он постара за рањене и тешко болесне четнике. Ђуришић је послао своје људе директно у Загреб да потпишу споразум са Дрљевићем. По споразуму потписаним 22. марта 1945, Ђуришићеви четници су проглашени за Црногорску народну војску под врховном командом Секуле Дрљевића, док је Ђуришић признат за њеног оперативног команданта. Ђуришић је признао Црногорско државно вијеће, а Дрљевић преузео обавезу да од усташких власти издејствује прихват рањених и болесних четника. Споразумом је предвиђено да Ђуришићеви четници пређу ријеку Саву код Славонског Брода, одакле би били транспортовани за Словенију. Ђуришић је пристанком на споразум покушао да се ослободи великог броја избеглица, рањених и болесних четника. Први транспорт рањеника задржан је на железничкој станици у Дугом Селу, други на железничкој станици у Окучанима, а трећи на железничкој станици код Босанског Брода. У старијој југословенској литератури се наводи да је 2700 рањеника и тифусара и цивила је интернирано у Стару Градишку, мада новија истраживања сугеришу да је тај број био око 800.
Чим је сазнао Ђуришићеву погодбу са Дрљевићем, Михаиловић је 23. марта упутио распис свим четничким командантима са територије Србије:
Павле Ђуришић извршио је формалну издају према народу, краљу и овој команди… Трупе Црне Горе и Старог Раса иду под руку са усташама… Овде је чиста издаја за рачун црногорског сепаратисте Секуле Дрљевића. Црногорци ће ући у састав Павелићевих снага под командом Секуле Дрљевића, а све србијанске и босанске јединице које се налазе тамо биће разоружане… Ни један командант од данас не сме и не треба да и даље одржава везу радио-путем са Павлом Ђуришићем… Обратити пажњу на положаје које држе према нама и бити спреман на све.
Ни Дрљевић ни Ђуришић нису били потпуно искрени приликом потписивања споразума. Дрљевићев мотив је било разбијање Михаиловићевих четника, као и да покаже Нијемцима своју снагу и оправданост успостављања независне Црне Горе. Ђуришићев циљ да се ослободи рањеника и тифусара и без сукоба са трупама НДХ стигне до Словеније где би се прикључили снагама СДК и личким и далматинским четницима, али је после Михаиловићевог разгласа одустао од тога. Због тога је наредио да четници 29. марта наставе пут десном обалом Саве преко Мотајице, према доњем сливу Врбаса и Лијевча поља, кршећи тиме споразум са Дрљевићем. У Српцу и околини напале су их јаке снаге Друге југословенске армије под командом Коче Поповића. Ђуришићеви четници, сада појачани босанским четницима са Мотајице, су између 31. марта и 1. априла прешли Врбас код Српца и застали у село Разбој, Ламинци, Лилић, Кукуље и Косјерово. Одатле је четнички Санџачки корпус кренуо према Сави и селу Долини на путу према Босанској Градишци. Тада је Ђуришић успоставио контакт са четничким командантом западне Босне, пуковником Славољубом Врањешевићем и командантом корпуса у овој области Лазаром Тешановићем, са циљем да их придобије за покрет ка Словенији. Али, Врањешевић је о томе обавестио Михаиловића и од њега затражио инструкције. Да би оправдао време потребно за Михаиловићев одговор, Врањешевић је обавестио Ђуришића да га на Лијевчу пољу сачека неколико дана, како би прикупио неопходне јединице; међутим, те јединице нису стигле. На Остојићеву сугестију, Ђуришић је одлучио да их сачека, чиме је изгубио вријеме да се пребаци на Козару.

## Битка

### Почетак битке
Пошто је закључио да га је Ђуришић преварио пробијањем десном обалом Саве, Дрљевић је обавијестио усташко вођство. Дрљевић и усташе су од почетка намјеравали споразум искористити као замку за Ђуришића. За Дрљевића, Ђуришић је био један од најјачих поборника потпуног уједињења Црне Горе и Србије. Усташе су имале свој мотив да ухвате Ђуришића, јер је он био међу најактивнијим у вршењу масакра муслиманског становништва Санџака и источне Босне, које су усташе сматрали Хрватима исламске вјероисповјести. Усташки емигранти су након рата тврдили да је требало да те четничке снаге нападну Загреб (након што Немци оду из њега), срушити НДХ и тако се пред западним савезницима доказати као антифашистичка војска с којом морају рачунати. Оно је наредило да се запосједне пут Бања Лука-Босанска Градишка. Снаге НДХ које су су налазиле у близини чиниле су 27.940 људи. Дрљевић је такође послао свог емисара Душана Кривокапића за Павлом Ђуришићем.
У исто време, три сатније 5. бојне 10. усташког Стајаћег дјелатног здруга су по заповести генерала Метикоша кренуле из Бање Луке према Босанској Градишци и заузеле положај код села Горње Долине. У зору 4. априла усташе и домобрани изненада су напали Ђуришићеве снаге. У првом окршају највише је страдала Гатачка бригада из састава Херцеговачког корпуса. Тада је убијен и штаб бригаде на челу са Радојицом Перишићем. Пошто су се четници прибрали, малобројније усташе и домобрани почеле су повлачити. Истовремено је и домаће хрватско становништво почело бежати према Босанској Градишци у страху од четника. Ђуришић је на преговоре са усташама послао Луку Балетића, како би овај издејствовао слободан пролаз према Козари. Међутим, усташе нису пристале на преговоре.
Генерал Метикош је са оклопним снагама 6. хрватске дивизије напао четнике недалеко од Долине и у полудневној борби одбацио их. Том приликом усташе су заробили четничког официра капетана Мијушковића, присталицу идеје независне Црне Горе и следбеника Секуле Дрљевића. Мијушковић је усташким официрима дао информације о намерама четничке команде.

### Раскол међу четницима
Из добијених података генерал Метикош и командант 17. хрватске дивизије генерал Марко Павловић донели су одлуку о што скоријем одлучном удару на четнике. Генерал Павловић је исти дан пребацио у Босанску Градишку Оклопни склоп из Новске и Артиљеријски склоп из Нове Градишке и послао још две пешадијске бојне. Метикош и Павловић су се састали у Босанској Градишци и договорили план напада. Пету бојну 10. стајаћег дјелатног сдруга су поставили у место Врбачко као осигурање од могућег партизанског напада. Истог дана у 12.00 сати усташка артиљерија је са три места започела артиљеријску ватру на четнички Санџачки корпус. Истовремено је усташки оклопни склоп ушао у Долину и ватром из митраљеза почео пуцати по лако наоружаним четницима који су почели бежати. Након сат времена борба је била готова.
Испитивањем заробљених официра усташе су сазнали да су четници планирали тај исти дан напасти Босанску Градишку. Сазнали су и састав четничке војске: Санџачки корпус, којим је командовао капетан Вук Калаитовић, Дрински корпус под командом војводе Драшковића и 5.000 црногорских четника под командом војводе Бошка Аграма.
Када су Павле Ђуришић и његови команданти видели озбиљност ситуације, састали су се да виде шта даље да се ради. Састанку је присуствовао и митрополит црногорски Јоаникије Липовац, који је, са неколико десетина православних свештеника, предводио цивилне избјеглице. У главнини четничке војске дошло је до размирица па и до оружаног обрачуна међу официрима. Ђуришић је тада наредио стријељање неколико црногорских четничких официра како би примирио остале и спријечио побуну. Но то је само појачало незадовољство Црногораца који су највећим дијелом били присилно мобилисани. У ноћи између 2. и 3. априла део црногорских четника је дезертирао, прешао усташама и понудио им помоћ.
Ђуришић је послао у Босанску Градишку, код усташа и Секуле Дрљевића, митрополита Јоаникија и друге вође. На састанку усташе су захтевале безусловну предају, а митрополит Јоаникије је задржан као талац. Донета је одлука да се једним силовитим јуришом нападну усташки положаји, да се изврши пробој ка Бањој Луци, гдје су се налазиле јединице босанских четника, под командом Лазара Тешановића, Славољуба Врањешевића и Сава Дерикоње. Тамо би се снабдели намирницама и коњима и одатле кренули преко Козаре према Кордуну, где би се спојили са четницима Момчила Ђујића који је требало да им крену у сусрет из Словеније. Тада се расформирала штапска чета и штапски батаљон Ђуришића и сви који нису пошли са њим вратили су се у своје јединице. Са Ђуришићем је отишло око 1200 четника у правцу Бање Луке. Са избеглим народом су остали његова жена и син јединац од пет година.
У међувремену усташе су на брзину градили и појачавали бункере на путу Босанска Градишка — Бања Лука. У бункерима је била смештена домобранска 2. бојна 4. ловачког здруга. Сваки бункер је био наоружан са по два минобацача и једним митраљезом, а посаду је чинило тридесетак људи. Бункери који су били смештени на раскрсницама путева ка Новој Тополи, Горњој Тополи, Маглајанима и Лакташима били су додатно ојачани са по једним противоклопним топом. На 40 km дужине пута била су изграђена 22 бункера. У Лакташе су стигли један усташки оклопни склоп и две пешадијске бојне и сместили су се уз пут према Разбоју. Генерал Павловић је поставио један оклопни склоп Усташке одбране на путу према Доњим Дољанима, иза њега 4. бојну на камионима, а једну оклопну сатнију у село Буковац. 3. бојну под командом усташког бојника Анте Врбана послао је у околину Вилуса како би спречили могући напад партизана с Козаре.

### Главна битка
У јутро 5. априла у 2.00 сати четници су започели фронтални напад на бункере и обасули их ручним бомбама, ватром из пешадијског наоружања и минобацача. Домобрани у бункерима су причекали да им се четници приближе довољно близу, а затим су отворили ватру из митраљеза, минобацача и топова што је створило велике губитке четницима и унело пометњу међу њих. То је потрајало цели дан и наставило се у ноћ.
Ипак 6. априла у 6.00 часова четнички одреди Гарани и Омладински одред под водством капетана Перишића успели су се пробити између бункера и кренули напасти 3. бојну с леђа. Генерал Павловић је са делом своје дивизије зачепио место четничког продора, а затим своју резерву, две оклопне сатније, послао путем Буковац-Турјак у помоћ 3. бојни. Остатку снага Павловић је наредио напад на четничку групу која је чинила око 1.000 људи. Ускоро су их његове оклопне снаге сустигле и напале, притисак на 3. бојну је отклоњен, а од 1.000 четника убијено је 500 док су преостали побјегли према Козари. 3. бојна, ојачана двема оклопним сатнијама кренула је у потеру на преосталих 500 четника. Два дана касније једна бојна 4. хрватске дивизије под командом генерала Зденка Бегића наишла је на ту четничку групу и у потпуности је уништила.
У току 6. априла међу четницима је завладало расуло. Под утицајем Дрљевићеве пропаганде, многи четници су били склони на пређу на Дрљевићеву страну. Суочен са безизлазном ситуацијом, Ђуришић је одабрао неколико стотина најбољих бораца да покуша да се пребаци на десну обалу Врбаса и да стигне до Словеније идући јужно од Бање Луке, преко Грмеча и Бихаћа, док би остале јединице и избјеглице кренули ка Босанског Градишци фиктивно прешле на Дрљевићеву страну. Уз Ђуришића су остали Остојић, Баћовић, Лалатовић и Васић, као и Милешевски корпус Вука Калаитовића. Током ноћи са 6. на 7. априла, захваљујући раду усташких диверзаната, паника у четничким редовима је достигла врхунац и четници су почели бежати на десну обалу Врбаса с намјером да се распрше по оближњим шумама. Али ујутро 7. априла, усташка артиљерија је почела гађати чамце којима су прелазили и тиме им одсекла одступницу. Надомак Бање Луке Калаитовић се са својим људима одвојио од Ђуришића и кренуо назад у Санџак.
Како су се у близини Босанског Петровца и Санског Моста почеле окупљати партизанске снаге, а не желећи водити истовремено борбу на две стране, заповједник 4. збора генерал Јосип Метзгер је донео одлуку о коначном нападу на преостале четничке снаге које су бројале још око 2.700 људи.
Тачно у 11.00 часова снаге 6. и 17. хрватске дивизије започињу општи напад на четнике који су се укопали око Разбоја. Преко Долине и Гламочана према Разбоју креће 1. оклопни склоп Усташке одбране, моторизована механизована сатнија и камиони са пешадијом. Један оклопни склоп 1. здруга Усташке одбране креће путем Брезовљани-Гламочани. Са југа Оклопни склоп 6. дивизије тјера четнике из мјеста Кукуље према Разбоју. Иза њега долазе моторизована стројничка сатнија и две пешадијске бојне које су започеле фронталну борбу са четницима.
Под налетом усташких тенкова и оклопних возила, четничко десно крило је пробијено и усташе су доспеле у његову позадину. Четнички Дрински корпус се расуо, док су четници покушавали затворити места усташког продора. Под непрекидном усташком ватром праћеном ручним бомбама настаје паника и расуло међу четницима. Четници напуштају своје положаје и покушавају се спасити повлачењем, али узалуд јер су били опкољени са свих страна. Усташка пешадија уништава и посљедњи отпор четника који се предају. У 13.00 сати битка је била готова. Црногорски четници, који су претходних дана дезертирали од главнине снага, покопали су мртве.

## Последице
Са осетно мањим снагама након Калаитовићевог одласка, Ђуришић је прешао Врбању и 10. априла се у Челинцу срео са Врањешевићем и Тешановићем. Ђуришић и Остојић су их наговарали да прикупе разбијене босанске четнике и покушају да се пробију до Словеније, али Врањешевић и Тешановић то нису учинили, наводећи да босански четници не желе да одлазе из својих села. Ђуришић је са својим људима поново прешао Врбас код Горњег Шехера.
Секула Дрљевић је 10. априла посјетио у Старој Градишки интерниране четнике који су се предали 8. априла и одржао им говор. Одмах послије Дрљевићевог говора приступило се формирању Црногорске народне војске. Образована су три бригаде.
На путу Бања Лука-Мркоњић Град Ђуришића су 17. априла пресрели Метикош и Кривокапић који је носио гаранције од Дрљевића да се Ђуришић врати у своју војску и да ће добити слободан пролаз до Словеније. Како су већ биле у току припреме и за повлачење усташа у Словенију, Метикош је затражио да четници не ометају повлачење усташа, а ако ступе у контакт са Англо-Американцима, да се заузму за њих. Четнички официри су стекли утисак да су Дрљевић и усташе искрени и прихватили су предлог за разговоре. Са Метикошем и Кривокапићем у Бању Луку је послат и Баћовић, да се детаљније информише о Дрљевићевим и усташким предлозима. Из Бање Луке се вратио 21. априла и Ђуришић је обавештен да је у међувремену у Загреб на преговоре стигла Михаиловићева четничка делегација у којој су били Светомир Ђукић и Владимир Предавец и да Михаиловић намерава да крене за Ђуришићем у правцу Словеније. Истог дана четнике је напала Југословенска армија и блокирале им пута ка ријеци Сани и Бихаћу. Немајући куд, одмах послије овог напада Ђуришић се срео са Кривокапићем у Горњем Шехеру и поново је добио гаранције да се њему и његовим људима неће ништа десити. Ђуришић је потом послао Баћовића у Бању Луку код Метикоша да му пренесе да прихвата понуду. По Баћовићевоом повратку Ђуришић и четници су кренули прем Старој Градишци, гдје је био интерниран највећи дио његове војске који се ставио под Дрљевићеву команду.
Након битке Ђуришић, а с њиме и 1.500 његових официра и истакнутијих четника, су одведени у усташки логор у Старој Градишци где су неколико дана касније побијени истакнутији команданти. Од преосталих четника је образована Црногорска народна војска. Од четника који су дезертирали је премештено у околину Карловца где су држани под надзором усташких власти и стављени под команду 2. и 5. усташког збора.
Од Костићевог одласка половином марта Ђуришић је изгубио радио-везу са Љотићем. Како су били обавјештени да је Ђуришић са војском кренуо према Бихаћу, Љотић, Ђујић и Јевђевић су одлучили да њима у сусрет пошаљу три пука Љотићевих добровољаца под командом начелника штаба СДК, потпуковника Радослава Таталовића, као и Јевђевићеве четнике. Јевђевићеви четници су брзо одустали од пробоја, док је Четврта југословенска армија зауставила љотићевце на Купи и нанијела им знатне губитке. Ова три љотићевска пука нису на вријеме стигли да се повуку у Италију, већ су приморани да се повлаче у Аустрију и тамо предају британским трупама, које су их касније испоручиле Југословенској армији.
Највећу корист од овог боја су извукле снаге НОВЈ-а, с обзиром да су усташе и четници, међусобним уништавањем, војним исцрпљивањем и великим губицима, олакшали партизанима сламање отпора непријатеља у надолазећим данима.